# Yên Lãng, Hà Nội
Yên Lãng là một xã ngoại thành nằm ở phía Tây thành phố Hà Nội, Việt Nam.
Ngày 16 tháng 6 năm 2025, Ủy ban Thường vụ Quốc hội ban hành Nghị quyết số 1656/NQ-UBTVQH15 trong đó về việc sắp xếp toàn bộ diện tích tự nhiên, quy mô dân số của các xã Chu Phan, Hoàng Kim, Liên Mạc, Thạch Đà, Tiến Thịnh (huyện Mê Linh cũ), một phần của xã Văn Khê (huyện Mê Linh cũ), một phần của các xã Hồng Hà, Thọ An, Thọ Xuân, Trung Châu (huyện Đan Phượng cũ) thành xã mới có tên gọi là xã Yên Lãng.

## Vị trí địa lý và hành chính
Xã Yên Lãng có vị trí địa lý:
- Phía Bắc giáp xã Tiến Thắng
- Phía Tây giáp xã Nguyệt Đức, tỉnh Phú Thọ
- Phía Nam giáp xã Liên Minh với ranh giới là sông Hồng
- Phía Đông giáp xã Mê Linh

Xã Yên Lãng chia thành 21 thôn: Bồng Mạc, Chu Phan, Chu Trần, Hoàng Kim, Hoàng Xá, Kỳ Đồng, Mạnh Trữ, Nại Châu, Tân Châu, Tây Xá, Thạch Đà, Thanh Điềm, Thọ Lão, Tiên Đài, Trung Hà, Xa Khúc, Xa Mạc, Yên Giáp, Yên Mạc, Yên Nội, Yên Thị.

## Danh nhân
Đại tướng Phùng Quang Thanh (1949 – 2021): Nguyên Tổng Tham mưu trưởng Quân đội Nhân dân Việt Nam, Nguyên Bộ trưởng Bộ Quốc phòng (2006 – 2016). Quê ở thôn Thạch Đà.

## Trụ sở cơ quan xã
Đảng ủy - MTTQ xã: Thôn Chu Trần
HĐND - UBND xã: Thôn Thạch Đà